# Frisbee (rete televisiva)
Frisbee è un canale televisivo italiano gratuito edito da Warner Bros. Discovery Italia, divisione del gruppo Warner Bros. Discovery. È dedicato ad un pubblico femminile nella fascia d'età compresa tra i 4 e  i 10 anni.

## Storia

### Nascita e sviluppo
Switchover Media, editore di Frisbee prima dell'acquisto da parte di Discovery, dà il via alle trasmissioni del canale tematico in data 12 giugno 2010 all'LCN 630 della piattaforma Sky Italia e sull'LCN 44 del digitale terrestre. Il canale va così ad affiancarsi a K2, emittente dello stesso gruppo. Il palinsesto di Frisbee è complementare a quello di K2. Nello stesso anno Frisbee è visibile anche in modalità free to air, e dunque sintonizzabile anche attraverso decoder Tivùsat. Dal 14 luglio il canale diventa visibile gratuitamente sul digitale terrestre all'interno del multiplex TIMB 3, nelle aree già digitalizzate.
Nel gennaio del 2011, sul sito di Antonio Genna viene stimata la copertura complessiva dell'emittente, che ammonta a 14 milioni di famiglie italiane. Il canale piemontese Rete 7 inizia a trasmettere una piccola parte della programmazione di Frisbee, mettendo in sovrimpressione sia il logo dell'emittente locale sia quello dell'emittente nazionale. Dal 12 luglio, sulla frequenza satellitare (Eutelsat Hot Bird 13C, posizione orbitale 13° est, 10.775 MHz, polarizzazione orizzontale), Frisbee viene criptato: il canale non viene più trasmesso in modalità free to air sul satellite ma in modalità free to view, bensì con codifica VideoGuard e quindi è visibile soltanto attraverso il decoder di Sky Italia e non più anche tramite decoder Tivùsat, insieme a K2. Frisbee viene dunque risintonizzata sull'LCN 627 della piattaforma satellitare. Dal 31 marzo 2011 il canale diventa visibile sulla televisione digitale terrestre anche all'interno del multiplex TIMB 2 soltanto nelle aree delle regioni italiane che non avevano ancora effettuato lo switch-off. Il 2 ottobre è arrivato Seratissima, il contenitore televisivo delle sit-com, in onda tutti i giorni dalle ore 22:00 alle ore 1:00. All'interno di questo contenitore sono andati in onda: I Robinson, Il mio amico Arnold, I Jefferson, Casa Keaton e Tre cuori in affitto.
Nei primi anni, Frisbee trasmetteva dalle 7 alle 24. A partire dal 3 agosto 2012, invece, trasmette 24 ore su 24. Il palinsesto di Frisbee è stato caratterizzato da serie incentrate sull'amicizia, la comicità, la fantasia, e la magia come Babar e le avventure di Badou, Mr. Bean, Hamtaro, Due fantagenitori, 3 mostri in famiglia e la teen-comedy latina Non può essere!.
Dal 12 giugno 2010 al 30 giugno 2013 lo speaker ufficiale del canale è stato Valerio Sacco, accompagnato talvolta da Federico Bebi.
La raccolta pubblicitaria di Frisbee è stata affidata a PRS Mediagroup.

### La nuova gestione Discovery
Il 14 gennaio 2013 in seguito alla vendita di Switchover Media, il canale diventa di proprietà di Discovery Italia. Il 30 giugno 2013 Frisbee passa al formato panoramico 16:9 e rinnova logo e grafica. Inoltre il target si indirizza verso un pubblico femminile e i promo di rete vengono doppiati non più da Valerio Sacco ma da Monica Vulcano fino al 30 aprile 2015. A partire dal 2 dicembre il canale comincia a trasmettere la versione teen di Paint Your Life, noto programma di Real Time condotto da Barbara Gulienetti. Dal 14 dicembre arriva un secondo programma, Party Planners - Compleanni a sorpresa, condotto da Laura Caldarola e Virginia Cabrini, anche loro volti noti di Real Time.
Dal 10 maggio 2014 è presente un nuovo contenitore notturno e serale in onda dalle 22:00 all'1:00 dedicato alla famiglia, Family Club, che va in onda anche su K2, in cui vengono trasmessi i programmi Parrucchieri per cani, Dogs e Cats 101 e Il peggio degli animali domestici. Il 4 agosto viene cancellato il quotidiano appuntamento serale con il contenitore delle sit-com Seratissima, che viene sostituito dai documentari sugli animali di Family Club. Inoltre nel pomeriggio arriva un nuovo contenitore, Star Show, dove vengono trasmessi A.N.T. Farm - Accademia Nuovi Talenti, The Wannabes, Pretty Star - Sognando l'Aurora e la seconda stagione di Miss XV - MAPS. Il 29 dicembre 2014 è nato Frisbee Mini, un contenitore con una programmazione prescolare, cancellato il 7 maggio 2019.
Il 6 febbraio 2015 in occasione della campagna di comunicazione on air di Discovery Italia, viene rinnovata la grafica promo che indica le varie numerazioni del canale su tutte le piattaforme. La luminosa viene spostata in alto a sinistra dello schermo, alla sua sinistra venne aggiunta la D del logo Discovery, mentre il logo del programma in onda passa in alto a destra dello schermo. Il 30 aprile 2015 Frisbee cambia logo e grafica, e il target viene indirizzato verso i bambini. Da quel giorno la speaker del canale non è più Monica Vulcano, ma è Jolanda Granato.
Dal 1º marzo 2019 il canale torna disponibile, insieme a K2, sulla piattaforma satellitare Tivùsat all'LCN 44.
Il 7 maggio 2019, viene cancellato il quotidiano appuntamento con Frisbee mini, la programmazione prescolare del canale Frisbee, però la continua a trasmettere in onda sul canale Frisbee, ma con la luminosa "Frisbee".
Il 16 aprile 2020 la luminosa di rete e anche quella di Family Club, vennero ridimensionate e affiancate dall'intero logo Discovery. Anche le scritte in sovrimpressione furono rimpicciolite.  Il 26 novembre sul satellite, Frisbee, insieme a K2, passa all'MPEG-4 e rimane disponibile solo con i dispositivi HD/4K. Il 5 aprile 2021 Family Club rinnova il logo e le grafiche. Il 4 dicembre 2021 è stato disattivato il sito ufficiale di Frisbee. Tuttavia è disponibile una pagina web dedicata su Discovery+ che ne trasmette la sua diretta streaming.
Dal 3 febbraio 2022 è presente anche la luminosa di rete durante la programmazione del contenitore serale Family Club. Stessa cosa anche per K2. Dall'8 marzo 2022 Frisbee trasmette proprio in MPEG-4 anche sul digitale terrestre, restando visibile solo tramite i dispositivi dotati dell'alta definizione. Dal 6 giugno 2022 la luminosa di rete è preceduta e affiancata dal logo della nuova società Warner Bros. Discovery .
Il 1º luglio 2025 a seguito del mancanto rinnovo del contratto tra Sky e Warner Bros. Discovery, Frisbee cessa le proprie trasmissioni sulla piattaforma Sky.

## Palinsesto

### Serie animate in prima visione
- 3 mostri in famiglia
- Babar e le avventure di Badou
- Curioso come George
- Doki
- Floopaloo (2ª stagione)
- Hubert e Takako (stagione 2)
- Littlest Pet Shop: un mondo tutto nostro
- Little Charmers
- Mad Jack
- Magiki
- Miss Moon
- Oggy e i maledetti scarafaggi (stagioni 4-7)
- Oggy Oggy
- Paprika
- Pretty Star - Sognando l'Aurora
- Ruby Arcobaleno
- Stoked - Surfisti per caso
- Sylvanian Families - Mini episodi
- Super Benny
- Super Wings! (dalla 6ª stagione)
- Talking Tom Heroes
- The Zhu Zhu Pets
- Trolls - La festa continua!
- Trolls: TrollsTopia
- Un pizzico di magia (2ª stagione)
- Un videogioco per Kevin - Captain N
- Unicorn Academy[15]
- Vida la Vet
- YooHoo to the Rescue
- Zack & Quack

### Serie TV in prima visione
- A.N.T. Farm
- Ernest & Rebecca
- Mega Game DinsiemE
- Non può essere!
- PINY

### Altri programmi in prima visione
- La mia babysitter è un vampiro
- Angus & Cheryl
- Enchantimals: le storie di Enchantiland
- Gli orsetti del cuore e i loro cugini
- Kiva lo può fare
- Booba
- Luna Petunia
- Space Dogs Family
- The Wannabes
- Trolls: Chiedi a Poppy
- Yakari

## Ascolti

### Share mensile di Frisbee
Dati Auditel relativi al giorno medio mensile sul target individui 4+.
| Anno | Gen   | Feb   | Mar   | Apr   | Mag   | Giu   | Lug   | Ago   | Set   | Ott   | Nov   | Dic   | Media anno |
| ---- | ----- | ----- | ----- | ----- | ----- | ----- | ----- | ----- | ----- | ----- | ----- | ----- | ---------- |
| 2010 | -     | -     | -     | -     | -     | -     | -     | -     | -     | 0,04% | 0,03% | 0,13% | 0,06%      |
| 2011 | 0,22% | 0,32% | 0,32% | 0,40% | 0,35% | 0,45% | 0,48% | 0,47% | 0,39% | 0,37% | 0,38% | 0,34% | 0,37%      |
| 2012 | 0,35% | 0,38% | 0,38% | 0,39% | 0,43% | 0,61% | 0,67% | 0,55% | 0,47% | 0,39% | 0,34% | 0,35% | 0,44%      |
| 2013 | 0,33% | 0,37% | 0,34% | 0,35% | 0,37% | 0,49% | 0,49% | 0,50% | 0,41% | 0,32% | 0,33% | 0,34% | 0,38%      |
| 2014 | 0,29% | 0,30% | 0,32% | 0,35% | 0,29% | 0,37% | 0,45% | 0,44% | 0,42% | 0,32% | 0,32% | 0,36% | 0,35%      |
| 2015 | 0,34% | 0,37% | 0,37% | 0,41% | 0,37% | 0,46% | 0,58% | 0,55% | 0,51% | 0,44% | 0,51% | 0,61% | 0,46%      |
| 2016 | 0,59% | 0,60% | 0,62% | 0,55% | 0,62% | 0,72% | 0,75% | 0,78% | 0,69% | 0,57% | 0,66% | 0,68% | 0,65%      |
| 2017 | 0,66% | 0,62% | 0,68% | 0,67% | 0,61% | 0,70% | 0,76% | 0,77% | 0,70% | 0,62% | 0,65% | 0,62% | 0,67%      |
| 2018 | 0,63% | 0,63% | 0,60% | 0,56% | 0,57% | 0,65% | 0,75% | 0,78% | 0,73% | 0,63% | 0,65% | 0,65% | 0,65%      |
| 2019 | 0,63% | 0,57% | 0,55% | 0,58% | 0,55% | 0,65% | 0,70% | 0,70% | 0,70% | 0,62% | 0,63% | 0,62% | 0,62%      |
| 2020 | 0,65% | 0,65% | 0,60% | 0,59% | 0,76% | 0,76% | 0,76% | 0,78% | 0,74% | 0,58% | 0,50% | 0,49% | 0,65%      |
| 2021 | 0,50% | 0,50% | 0,50% | 0,44% | 0,42% | 0,43% | 0,46% | 0,48% | 0,45% | 0,42% | 0,45% | 0,46% | 0,45%      |
| 2022 | 0,47% | 0,39% | 0,39% | 0,40% | 0,44% | 0,48% | 0,46% | 0,55% | 0,46% | 0,39% | 0,49% | 0,53% | 0,45%      |
| 2023 | 0,48% | 0,48% | 0,50% | 0,54% | 0,55% | 0,59% | 0,68% | 0,68% | 0,67% | 0,58% | 0,50% | 0,55% | 0,56%      |
| 2024 | 0,50% | 0,51% | 0,54% | 0,51% | 0,52% | 0,54% | 0,58% | 0,65% | 0,58% | 0,44% | 0,41% | 0,42% | 0,51%      |
| 2025 | 0,43% | 0,43% | 0,40% | 0,39% | 0,42% | 0,45% |       |       |       |       |       |       |            |

## Loghi

12 giugno 2010 - 30 giugno 2013
30 giugno 2013 - 30 aprile 2015
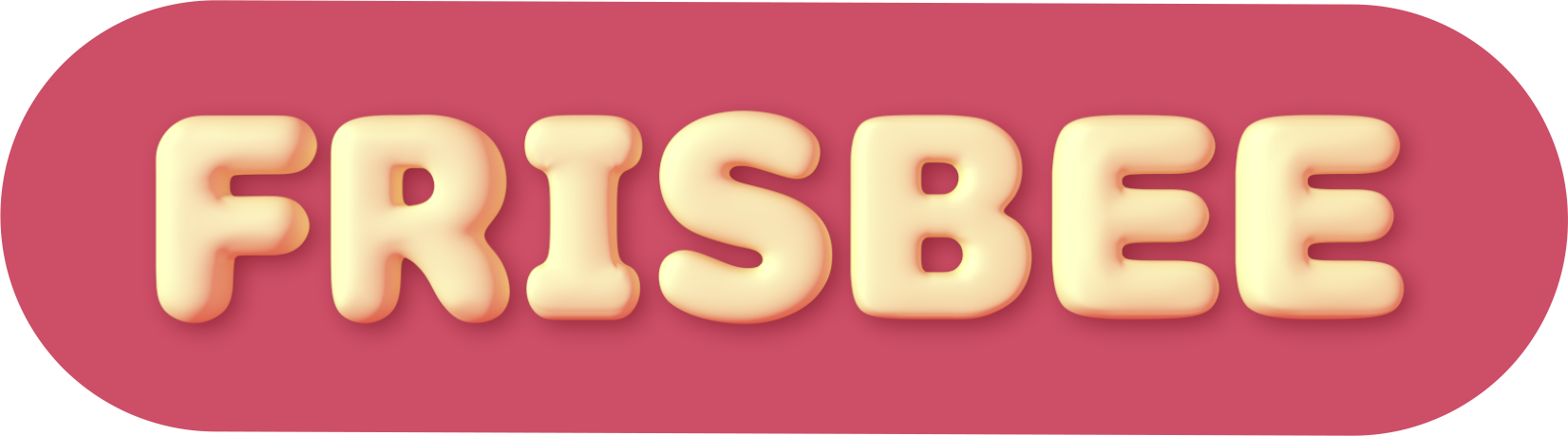
In uso dal 30 aprile 2015